# Pierre du Marteau
La pierre du Marteau est une borne leugaire située au Donzeil, en France,.
Pierre du Marteau est aussi le nom d'un hameau de la commune du Donzeil et celui d'un historien du XVIIe siècle ayant publié un ouvrage sur Henri II.

## Description
La pierre du Marteau est une borne leugaire gallo-romaine, c'est-à-dire une borne dressée au bord d'une route romaine ou gallo-romaine, pour indiquer la distance restant à parcourir pour atteindre la prochaine étape, en nombre de lieues gauloises .
La borne est sculptée dans un bloc de granit. Haute de 2,2 m, elle est composée d'une base rectangulaire sur laquelle s'élève une forme cylindrique terminée par un méplat. L'inscription suivante est gravée sur la borne : « IMPP. (VA)LERIANO (ET) GALLIENO AVGG CLL XXXI ».

## Localisation
La borne est située dans le département français de la Creuse, sur la commune du Donzeil. Elle se trouve dans le hameau de la Pierre du Marteau, auquel elle a donné son nom.

## Historique
La pierre du Marteau date du IIIe siècle ; les inscriptions qu'elle porte remontent au règne des empereurs Valérien et Gallien (253 - 259). La borne milliaire est alors placée sur le bord de l'ancienne voie romaine d'Ahun à Pontarion.
À l'époque moderne, la borne est découverte en 1880, plantée à l'envers dans la terre et ressemblant ainsi à un marteau. Elle est classée au titre des monuments historiques le 8 mars 1929.